# Il fulmine Murali
Il fulmine Murali (Minnal Murali) è un film indiano del 2021 diretto da Basil Joseph e prodotto da Sophia Paul, all'insegna di Weekend Blockbusters. La sceneggiatura è scritta da Arun Anirudhan e Justin Mathew. Il film è interpretato da Tovino Thomas e Guru Somasundaram. La storia segue la vita di Jaison, un giovane sarto che ottiene superpoteri dopo essere stato colpito da un fulmine e si trasforma in un supereroe. Il film è stato annunciato formalmente nel gennaio 2019, ma a causa degli ampi lavori di pre-produzione, le riprese principali del film si sono svolte nel dicembre 2019. Sebbene le riprese siano state interrotte due volte in seguito alle due ondate della pandemia di COVID-19 e al vandalismo di una chiesa allestita da gruppi di destra, i produttori sono riusciti a completare le riprese entro luglio 2021. Il film è stato girato prevalentemente in Kerala, con poche sequenze girate ad Hassan nel Karnataka. La colonna sonora del film è stata composta da Sushin Shyam, mentre le canzoni presenti nel film sono state composte da Shaan Rahman e Sushin Shyam. La fotografia è stata curata da Sameer Thahir e Livingston Mathew è stato il montatore.
Il film doveva uscire nelle sale alla fine del 2020, ma è stato posticipato più volte a causa della pandemia di COVID-19. A settembre 2021, i produttori hanno annunciato che il film uscirà direttamente attraverso la piattaforma di streaming Netflix, a seguito della chiusura delle sale a causa della pandemia. È stato presentato in anteprima al Mumbai Film Festival il 16 dicembre ed è stato presentato in anteprima mondiale in occasione della vigilia di Natale. Ha ricevuto il plauso della critica che ha elogiato le performance del cast, la scrittura, la regia, le sequenze d'azione, gli effetti visivi e la colonna sonora.

## Trama
Negli anni '90, Jaison, un giovane sarto del villaggio di Kurukkanmoola, sogna di costruirsi una carriera negli Stati Uniti. SI Saajan vieta la relazione di Jaison con sua figlia Bincy, poiché è già fidanzata con Aneesh. Anche l'ex fidanzata di Aneesh, Bruce Lee Biji, è infuriata per il fatto che Aneesh abbia rotto con lei. Nel frattempo, Shibu è un emarginato sociale, che lavora in un negozio di tè e stava aspettando da 28 anni il ritorno della sua fidanzata d'infanzia Usha, che è anche la sorella di Daasan. Daasan lavora nella sartoria di Jaison e di suo padre Varkey. Usha ha una figlia, che ha bisogno di un'operazione medica urgente, ma non ha molti soldi per l'operazione. Alla vigilia di Natale, un fulmine colpisce contemporaneamente Jaison, che sta discutendo con Saajan, e Shibu, che sta perseguitando Usha. Jaison viene portato d'urgenza in ospedale, ma con sorpresa di tutti, sembra illeso. Nei giorni successivi, Jaison e Shibu mostrano segni di superpoteri. Il nipote di Jaison, Josemon, giunge alla conclusione che Jaison ha ottenuto i superpoteri dopo essere stato colpito dal fulmine.
Usha arriva al negozio di tè di Shibu dove il proprietario flirta con Usha. Shibu è infuriato e lo minaccia con i suoi nuovi poteri telecinetici, chiedendogli di stare lontano da lei. Nel frattempo, i piani di Jaison di partire per gli Stati Uniti subiscono una battuta d'arresto inaspettata dopo che la sua verifica del passaporto non va a buon fine dopo che Saajan si intromette in esso e rivela anche che Varkey non è il padre di Jaison e il suo vero padre è Martin, un attore di teatro che è morto quando Jaison era giovane quando il set dello spettacolo del villaggio ha preso fuoco. Varkey vide il giovane Jaison e provò pietà per lui, allevandolo come se fosse suo figlio. Jaison ha il cuore spezzato dopo aver appreso la notizia. Varkey dice a Jaison che non ha rivelato la verità prima perché temeva che Jaison lo avrebbe abbandonato e dice che suo padre è morto per il bene del villaggio. Jaison si rende conto che Saajan ha colpito Varkey ed è infuriato. Con l'aiuto di Josemon, Jaison si traveste con una maschera e si reca all'anniversario della scuola di Josemon, dove molti poliziotti, tra cui Saajan e Pothan, sono presenti come sicurezza per l'ospite principale.
Jaison, indossando il costume, attacca Saajan e il poliziotto, tra cui Biji, che ha cercato di fermarlo. Scrive il nome Minnal Murali sul sipario anteriore del palco in cui si è tenuto l'evento dell'anniversario, che prende il nome da un personaggio dell'opera teatrale incompiuta di Martin. La figlia di Usha sviene e viene portata in ospedale. Il dottore dice a Usha che sua figlia deve iniziare subito l'operazione, altrimenti potrebbe morire. Shibu viene a conoscenza di questo e si traveste da Minnal Murali e rapina la banca locale nello stesso momento in cui Jaison attacca Saajan. Quando Shibu fornisce i soldi all'ospedale, scopre che Daasan li aveva già pagati. Nel frattempo, Siby Pothan, cognato di Jaison, scopre che Jaison è Minnal Murali, ma Saajan non gli crede. Jaison aveva messo da parte i soldi che gli erano stati dati da sua sorella per richiedere il visto, tenendoli nella sua sartoria, ma erano stati rubati da Daasan. Jaison da una scadenza a Daasan che dovrebbe riportargli i soldi prima di sera.
Nel frattempo, Usha si avvicina lentamente a Shibu, ma Daasan lo respinge. Jaison si rende conto del suo errore e va da Daasan per scusarsi. Shibu arriva al negozio di Jaison e accusa Daasan di essere l'ostacolo tra la sua relazione e quella di Usha e brucia il negozio, uccidendo Daasan, e poi incolpa Minnal Murali per il crimine. Jaison rivela a Biji di essere Minnal Murali. Biji e Josemon decidono di aiutare Jaison a dimostrare agli abitanti del villaggio che non è lui che ha rapinato la banca e ucciso Daasan, trovando anche l'impostore. La polizia e Jaison guardano il filmato del negozio la notte in cui Daasan è morto, alla stazione di polizia per verificare l'identità di "Minnal Murali", ma la corrente si interrompe nel momento esatto in cui stanno per trovare Shibu. Shibu, indossando una maschera, tende un'imboscata alla stazione di polizia nel tentativo di distruggere il video, l'unica prova per dimostrare che è lui l'impostore, ma Jaison come Minnal Murali lo attacca e ruba la videocassetta.
Jaison e Shibu combattono su un autobus in movimento, dove Shibu batte Jaison a causa della sua telecinesi, che Jaison non ha. Shibu distrugge la cassetta e fugge. Tuttavia, nell'alterco, l'autista dell'autobus sbatte la testa e muore, il che porta l'autobus a non fermarsi prima di raggiungere il bordo di un dirupo, penzolando precariamente da esso, ma Jaison salva l'autobus, il che gli fa guadagnare il rispetto di alcuni abitanti del villaggio. Jaison e Shibu iniziano a indagare e scoprono l'identità l'uno dell'altro. Saajan e la forza arrivano per arrestare Shibu quando scoprono che Shibu è il sosia, ma Shibu li spaventa. Pothan trova una foto di Minnal Murali e la mostra a Saajan. Saajan crede alle scoperte di Pothan e vanno ad arrestare Jaison. Usha arriva a casa di Shibu e si rende conto dell'amore di Shibu per lei e lo ricambia. Shibu vede una folla fuori dalla sua casa e cerca di fermarli, ma all'insaputa di Shibu, la sua casa prende lentamente fuoco. Un barile pieno di petardi prende fuoco, facendo esplodere la sua casa, uccidendo Usha e sua figlia e ferendo Shibu.
Shibu, afflitto dal dolore e psicotico, si reca in una chiesa e uccide le persone mentre intrappola gli altri, tra cui Josemon, progettando di bruciarli vivi per vendetta. La polizia viene allertata della situazione e Saajan rilascia Jaison quando si rende conto che Jaison è l'unico che può fermare Shibu. Jaison indossa una supertuta, va in chiesa e affronta Shibu. Jaison soccombe ancora una volta alla telecinesi di Shibu, ma Jaison ha un secondo ricordo dopo aver ricordato suo padre e il suo sacrificio per il villaggio, risvegliando i suoi poteri di telecinesi. Jaison e Shibu si scontrano di nuovo, finendo con Jaison che impala Shibu con una lancia, uccidendolo all'istante. Mentre è rattristato per la sua morte, Jaison ottiene finalmente l'apprezzamento degli abitanti del villaggio, mentre Biji spegne l'incendio. In una voce fuori campo, Jaison dice che altri mostri arriveranno in futuro, ma Minnal Murali sarà lì per proteggere gli abitanti del villaggio.

## Personaggi
- Jaison Varghese / Minnal Murali e Martin Rangakala interpretati da Tovino Thomas, il primo è un sarto che viene colpito da un fulmine e ottiene superpoteri. Il secondo è un attore teatrale e padre biologico di Jaison.
  - Awan Pookot interpreta Jaison da giovane.

- Shibu / Minnal Murali (falso) interpretato da Guru Somasundaram, un emarginato sociale, che lavora in un negozio di tè che viene anche colpito da un fulmine e ottiene superpoteri.
- P. C. Siby Pothan interpretato da Aju Varghese, cognato di Jaison.
- Josemon interpretato da Vasisht Umesh, nipote di Jaison e figlio di Pothan.
- "Bruce Lee" Biji interpretata da Femina George, un agente di viaggio e istruttore di karate, è l'ex fidanzata di Aneesh.
- Usha interpretata da Shelly Kishore, sorella di Daasan e fidanzata d'infanzia di Shibu.
- Appumol interpretata da Thennal Abhilash, la figlia di Pothan.
- S.I. Sajan Antony interpretato da Baiju, il capo sub-ispettore di Kurukanmoola e padre di Bincy.
- Daasan interpretato da Harisree Ashokan, un sarto che lavora insieme a Jaison ed è il fratello di Usha.
- Varkey interpretato da P. Balachandran, il padre adottivo di Jaison, 
  - Benzi Mathews nel ruolo di un giovane Varkey.
- Jesmi interpretata da Arya Salim, la sorella adottiva di Jaison.
- Bincy interpretata da Sneha Babu, l'ex fidanzata di Jaison che in seguito si sposa con Aneesh.
- Aneesh interpretato da Jude Anthany Joseph, l'ex fidanzato di Biji che in seguito sposa Bincy.
- Dottor Sambashivan interpretato da Mamukkoya.
- Kunjan interpretato da Bijukuttan.
- Chandran interpretato da Azees Nedumangad.
- P.C. Titto interpretato da Rajesh Madhavan.
- P.C. Dasan interpretato da Gibin Gopinath.
- Varieth interpretato da Harish Pengan.
- Bindhu interpretato da Devi Chandana.
- Hari interpretato da Vishnu Soman.
- Paachan interpretato da Surjith Gopinath.

## Produzione

### Sviluppo
"L'idea di Il fulmine Murali mi è stata portata dallo scrittore Arun nel 2018. Anche se era un'idea interessante, è stata una sfida enorme realizzare un film di supereroi in malayalam. Un film convincente in questo particolare genere era una sfida a tutto tondo, e se accettata avremmo dovuto dare il massimo".
Nel gennaio 2019, Tovino Thomas ha annunciato che collaborerà con Basil Joseph per la seconda volta dopo Godha, per un film di supereroi intitolato Minnal Murali e Sophia Paul ha finanziato questo progetto sotto la bandiera di Weekend Blockbusters. Il concept poster di questo film è stato rivelato il 21 gennaio 2019, in coincidenza con il compleanno dell'attore. Basil Joseph ha lavorato alla sceneggiatura del film, mentre Tovino è stato impegnato nei suoi impegni nei prossimi progetti. Alla fine di ottobre 2019, mentre Tovino completava i lavori sui suoi film, Basil Joseph ha iniziato i lavori di pre-produzione del film e di conseguenza sono iniziate le sessioni di lettura della sceneggiatura. Arun Anirudhan e Justin Mathew hanno co-scritto la sceneggiatura del film. Basil Joseph ha dichiarato che il film ha tratto ispirazione da My Dear Kuttichathan.
Basil si è occupato della supervisione dell'aspetto della computer grafica durante la fase di sceneggiatura del film. In un'intervista con The Times of India, ha detto che "lavorerò a stretto contatto con il team VFX nella fase di pre-produzione per sviluppare gli storyboard e capire cosa è possibile fare prima di iniziare a girare il film". Tovino Thomas ha detto che il film rientra nel genere della commedia, nonostante sia un film di supereroi e sarà "godibile per tutti i tipi di pubblico". Ha anche detto che "il team aveva pianificato di presentare l'elemento fantasy in modo convincente e realistico in qualche modo", dicendo "Se cerchi online, troveresti diversi casi di persone colpite da un fulmine, che sperimentano differenze nelle loro vite come essere in grado di far brillare una lampadina per un secondo o i loro orologi che si fermano. Quindi, quando l'alta tensione scorre attraverso il corpo, la sua dinamica cambia leggermente. In questo senso, è anche un film realistico".

### Casting
Nel luglio 2019, Aju Varghese è stato inserito come uno dei membri del cast in un ruolo fondamentale. Varghese ha condiviso un casting per l'attrice protagonista del film e ha invitato a presentare candidature dall'età di 20 e 28 anni. Nel processo, il team aveva scelto Femina George come eroina, il cui personaggio si chiamava "Bruce Lee" Biji. L'attore tamil Guru Somasundaram si è unito al film in un ruolo fondamentale. Il coreografo degli stunt di Hollywood Vlad Rimburg è stato coinvolto per supervisionare le sequenze d'azione. La troupe tecnica era composta dal direttore della fotografia Sameer Thahir, dai direttori musicali Shaan Rahman e Sushin Shyam e dal montatore Livingston Mathew. Tovino Thomas si è allenato immensamente per il suo ruolo in questo film.

### Riprese
La produzione del film è iniziata nel dicembre 2019 con una cerimonia di puja e successivamente sono iniziate le riprese. Il team ha pianificato di girare sequenze principali nei distretti di Wayanad e Alappuzha. Dopo aver completato i principali programmi ad Alappuzha, il team si è diretto a Wayanad per girare ulteriormente le sequenze, dove alcune parti sono state girate a Mananthavady nel febbraio 2020. Il programma è stato interrotto a causa del blocco della pandemia di COVID-19 in India annunciato nel marzo 2020. Le riprese sono riprese un anno dopo, nel marzo 2021, in Karnataka, dove è stato replicato un enorme set di una chiesa, simile a quello di un set eretto a Kalady dal team di direzione artistica, che è stato vandalizzato da gruppi di destra nel maggio 2020. Il team ha continuato i suoi progressi nelle riprese ad Hassan durante lo stesso mese, ma è stato interrotto nell'aprile 2021 dopo che a Tovino Thomas è stato diagnosticato il COVID-19 e, in aggiunta ai fattori, c'è stata la seconda ondata della pandemia con l'aumento dei casi in Kerala. La troupe ha ripreso le riprese nel luglio 2021, quando il governo del Kerala ha concesso i permessi per riprendere le riprese, ma è stata interrotta immediatamente poiché la troupe ha violato il protocollo COVID-19. Le riprese di questo film si sono concluse il 25 luglio 2021, con la produttrice Sophia Paul che lo ha confermato in un post su Instagram. I lavori di post-produzione sono iniziati contemporaneamente e il montaggio finale del film era pronto a metà settembre 2021.
Il 24 maggio 2020, una chiesa temporanea che era stata costruita come parte del set del film vicino a Kalady è stata vandalizzata da gruppi di destra. Il set è stato realizzato al costo di circa ₹ 50 lakh. Diversi attivisti dell'Antharashtra Hindu Parishad (AHP) e del Bajrang Dal si sono presi il merito di aver distrutto la replica della Chiesa pubblicandola sulle loro pagine di social media. Il segretario generale dell'AHP, Hari Palode, ha dichiarato in un post su Facebook che i membri dell'AHP, insieme ai membri del Bajrang Dal, hanno demolito il set temporaneo della chiesa in quanto era posto di fronte a un tempio. Palode si è anche congratulato con il presidente distrettuale di Bajrang Dal, Ernakulam, per aver preso parte al "lavoro di servizio" per radere al suolo la chiesa.
Sei uomini, tra cui il leader del Rashtriya Bajarang Dal, sono stati arrestati. Tutti gli accusati sono stati puniti con sezioni tra cui il tentativo di creare disarmonia comunitaria e rapina. Il principale imputato nel caso, che era stato precedentemente arrestato, è stato accusato di 3 casi di omicidio e molti tentativi di omicidio. Molti dell'industria cinematografica malayalam hanno criticato il vandalismo. Il primo ministro del Kerala, Pinarayi Vijayan, ha detto che il Kerala non è un posto per i giochi delle forze comunali. Il vandalismo sul set cinematografico aveva causato perdite finanziarie per il team di produzione.
Il team ha ripreso le riprese per le parti programmate a Kalady a Hemavati Reservoir con lo sfondo della Chiesa del Rosario di Shettihalli e set aggiuntivi creati dal team di produzione. La maggior parte delle parti culminanti sono state girate in questa location. Il film è stato realizzato con un budget di ₹ 18 crore.

## Colonna sonora
La colonna sonora del film è stata composta da Sushin Shyam. Il film contiene otto canzoni composte da Shaan Rahman e Sushin Shyam, con entrambi i compositori che hanno contribuito a quattro tracce ciascuno per l'album. Manu Manjith è stato il principale paroliere delle canzoni del film. L'album della colonna sonora è stato pubblicato da Muzik 247 il 24 novembre 2021.
Nella recensione per The Times of India, Deepa Soman ha dichiarato che "le canzoni sono anche sia groovy che melodiose e ben posizionate nella trama". Devarsi Ghosh dell'Hindustan Times ha recensito le canzoni come "favolose", con la traccia che dà il titolo all'album in particolare. Sajin Srijith di The New Indian Express ha dichiarato che la colonna sonora è "immediatamente coinvolgente" e "porta la bontà dei successi rétro occidentali".
Musiche di Shaan Rahman.
1. Mithun Jayaraj e Narayani Gopan – Uyire – 5:27
2. Marthyan e Sushin Shyam – Te Minnal – 2:13
3. Vipin Raveendran – Kugramame – 1:39
4. Swetha Ashok – Edukka Kaashayi – 3:30
5. Nithya Mammen e Sooraj Santhosh – Aaromal – 4:01
6. Pradeep Kumar – Raavil – 3:30
7. M. G. Sreekumar – Niranju Thaarakangal – 1:50
8. Tribal Song – 2:20

Durata totale: 24:30

## Distribuzione

### Streaming
Il fulmine Murali era inizialmente previsto per l'uscita nelle sale, ma ha dovuto essere riprogrammato più volte in risposta alla chiusura dei cinema a causa del blocco della pandemia di COVID-19 in India. Nel luglio 2021, Netflix ha acquisito i diritti di streaming digitale del film e ha pianificato di trasmettere in streaming il film solo dopo 45 giorni dalla sua uscita nelle sale. Tuttavia, a seguito dell'impatto del blocco COVID-19 e dell'escalation dei costi dovuta al ritardo nella produzione, la produttrice del film Sophia Paul ha optato per un'uscita diretta in streaming che è stata ufficialmente confermata da Netflix nel settembre 2021. Il 24 settembre, i produttori hanno annunciato che Il fulmine Murali uscirà in tutto il mondo il 24 dicembre 2021 in coincidenza con la vigilia di Natale, e sarà doppiato e rilasciato in tamil, telugu, kannada, hindi e inglese insieme alla versione originale.

### Première
Prima dell'uscita digitale del film, l'attrice Priyanka Chopra, che era la presidente del Mumbai Film Festival, ha annunciato la sua prima mondiale nell'edizione 2021 del festival cinematografico. Lo ha confermato Netflix, che ha pubblicato un'interazione online in diretta con Tovino, Joseph, Chopra e Smriti Kiran, che era il direttore artistico di MAMI. La première ha visto la partecipazione di molte celebrità tra cui Harshvardhan Kapoor, Abhimanyu Dassani, Malavika Mohanan e il critico cinematografico Anupama Chopra, che ha ricevuto un'accoglienza positiva.

### Marketing
Il 25 settembre 2021, in concomitanza con la terza edizione del festival Tudum sponsorizzato da Netflix, durante l'evento dal vivo è stata presentata in anteprima una featurette intitolata World of Minnal Murali, che vede Tovino Thomas e Basil Joseph, condividere un'intervista sul film. Per la promozione del film, Muthoot Group ha annunciato una campagna pubblicitaria con il titolo "Minnatte Life" (trad. Lascia che la vita risplenda), e un film pubblicitario basato sul tema del film è stato presentato.
Prima dell'uscita, il team ha collaborato con il wrestler professionista The Great Khali e il giocatore di cricket Yuvraj Singh per la promozione di Il fulmine Murali. Una striscia a fumetti ispirata al film è stata pubblicata sul giornale Malayala Manorama, quattro giorni prima dell'uscita. montaggio audiovisivo del logo del film è stato pubblicizzato ad Ain Dubai, la ruota panoramica più alta del mondo situata a Dubai, negli Emirati Arabi Uniti. Un autobus basato sui fan che dipinge il logo del film, e chiamato Minnal Murali Express, sono stati utilizzati come parte della promozione del film. Una parodia del film, presentata dalla polizia del Kerala, su come il dipartimento si occupa di crimini contro le donne, violazione delle regole del traffico, prevenzione degli incidenti e, a parte la premessa fittizia, il video presentava frammenti di alcuni casi importanti che il dipartimento ha risolto. Twitter ha pubblicato un'emoji di Il fulmine Murali il 23 dicembre 2021, un giorno prima dell'uscita del film.

## Accoglienza

### Critica
Sul sito aggregatore di recensioni Rotten Tomatoes, il film ha un punteggio di approvazione del 75% sulla base di 8 recensioni con una valutazione media di 9,4 su 10.
S. R. Praveen di The Hindu ha dato 4/5 e ha descritto il film come un "fulmine dal cielo" e ha osservato che "nonostante si affidino ai tropi familiari dei supereroi, Basil Joseph e Tovino Thomas assicurano che il loro film abbia un personaggio a sé stante". Scrivendo per l'Hindustan Times, Devarsi Ghosh ha scritto che Il fulmine Murali ha "finalmente decifrato la formula del supereroe per l'India". Ha apprezzato la caratterizzazione del film, l'umorismo, le interpretazioni, la colonna sonora e gli aspetti tecnici definendolo "un trionfo tecnico ad ogni turno", osservando anche che il film "ha la capacità non solo di generare un franchise, ma forse anche di diventare un successo internazionale". Deepa Soman di The Times of India ha dato 3,5/5, elogiando la colonna sonora, le interpretazioni, gli effetti visivi, il peso emotivo e lo sviluppo del personaggio definendo il film un "intrattenitore modesto e scherzoso con sia un simpatico supereroe che un cattivo".
Anna M. M. Vetticad di Firstpost ha dato al film 4/5 e ha elogiato le sequenze d'azione e ha detto che il film è un "tenero dramma su un eroe riluttante e sul dolore che è causato dalla banalizzazione di coloro che sono visti come l'altro". Dicendo inoltre che "il film di Basil Joseph può essere un tributo al genere dei supereroi di Hollywood e realizzato con un budget maggiore di quello che è la norma con il cinema malayalam, ma è anche tutto ciò per cui la New Wave malayalam dell'ultimo decennio è amata in tutta l'India". Sajin Srijith di The New Indian Express ha dichiarato Minnal Murali come "il miglior film di supereroi realizzato in India", dicendo inoltre "Il film fa qualcosa che la maggior parte dei film di supereroi raramente fanno. Quando l'approccio generale è quello di far sì che il pubblico inizi a prendersi cura dell'eroe per primo, il film di Basil Joseph sceglie di fare lo stesso con il cattivo. Minnal Murali colpisce per la sua originalità e la sua capacità di eludere i paragoni con i supereroi occidentali". Shubhra Gupta di The Indian Express ha dato 3,5/5 e ha scritto che "come tutti i migliori film di supereroi, questo è un film di formazione, in cui un bambino smarrito trova finalmente una direzione, sapendo da dove viene e dove deve andare. Sebbene il film sia consapevole del suo essere supereroe, non perde mai di vista il fatto che è ambientato in un luogo reale. Si tratta di un equilibrio difficile, e Basil Joseph ci riesce perfettamente". Saibal Chatterjee di NDTV ha dato 2,5 stelle su 5 e ha scritto che "Questo è il modo in cui Minnal Murali passeggia, abbracciando un modo fin troppo letterale e abbandonando un senso di ironia mentre cerca di convincerci che un supereroe simile a Batman è normale in Kerala. Stiamo cancellando il film? Niente affatto. Se non altro, Minnal Murali punta abbastanza in alto da non cadere con un tonfo sordo quando le sue ali perdono forza. Riesce a rimanere a galla anche quando scende in modo precario". Business Line ha scritto che il film "si distingue ed è divertente da guardare nonostante alcuni momenti cliché".
Rediff ha valutato il film con 3/5 e ha scritto: "Mentre l'idea e il processo di pensiero di Basil su come nasce un supereroe hanno lo scopo di conquistare il tuo cuore, la trama potrebbe non ispirarti necessariamente". Sify ha dato 4/5 e ha dichiarato "Minnal Murali è un orologio divertente che mantiene viva la possibilità di alcuni sequel". Behindwoods ha valutato il film 3/5 e ha dato un verdetto: "Il fulmine Murali è la risposta dell'India ai film di supereroi di Hollywood, a modo suo". Nandini Ramanath di Scroll.in ha dichiarato: "Il fulmine Murali ha un'atmosfera improvvisata che corrisponde alla storia delle origini di un improbabile salvatore. Nonostante sia troppo impegnativa, la saga di due supereroi al prezzo di un singolo biglietto beneficia dell'essere presentata nella giusta scala". Sowmya Rajendran di The News Minute ha dato 4/5 e ha dichiarato "Il fulmine Murali nasconde bene le sue sorprese, e proprio quando ti sei sistemato a guardare una commedia su un supereroe buffone, cambia il gioco. Tutti sanno che il supereroe salverà la situazione, ma ci vuole uno sforzo sovrumano per creare un film che catturi la tua attenzione e ti faccia guardare fino alla fine, e Il fulmine Murali sicuramente spunta quella casella".

### Spettatori
È il terzo film indiano a essere nella Top 10 globale di Netflix dei film non in lingua inglese. Secondo LiveMint, sono state registrate più di 5,9 milioni di ore di visione del film durante la sua première il 24 dicembre 2021.

## Sequel
In un'intervista, l'attore Tovino Thomas ha dichiarato che è in programma un sequel per il film, ma che accadrà a tempo debito.

## Riconoscimenti
- 2022 - 52º Kerala State Film Award[37]
  - Miglior cantante maschile in playback a Pradeep Kumar
  - Miglior costumista a Melvy J
  - Miglior missaggio sonoro a Justin Jose
  - Migliori effetti visivi a Andrew D'Cruz

- 2022 - 45º Kerala Film Critics Association Award[38]
  - Secondo miglior film a Basil Joseph
  - Miglior scenografo a Manu Jagadh

- 2022 - 10° South Indian International Movie Award[39]
  - Miglior film (Malayalam) alla Weekend Blockbusters
  - Miglior attore (Malayalam) a Tovino Thomas
  - Candidatura al miglior regista (Malayalam) a Basil Joseph
  - Candidatura alla miglior attrice esordiente (Malayalam) a Femina George
  - Candidatura alla miglior attrice non protagonista (Malayalam) a Shelly Kishore
  - Miglior attore in un ruolo negativo (Malayalam) a Guru Somasundaram
  - Candidatura al miglior attore in una commedia (Malayalam) a Aju Varghese
  - Miglior cantante maschile (Malayalam) a Mithun Jayaraj
  - Candidatura al miglior paroliere (malayalam) a Manu Manjith
  - Candidatura al miglior direttore della fotografia (Malayalam) a 	Sameer Thahir

- 2022 - Mazhavil Entertainment Award 2022[40]
  - Miglior attore di intrattenimento a Tovino Thomas
  - Miglior attore in un ruolo di antagonista a Guru Somasundaram
  - Menzione speciale miglior intrattenitore a Basil Joseph

- 2022 - Asian Academy Creative Award[41]
  - Miglior regia (Fiction) a Basil Joseph